# حقل سلمي

حقل مقياسي يعبر عن القيمة السلمية كل نقطة من الحقل بلون معين.

الحقل السُّلمي أو الحقل العددي أو الحقل المقياسي هو مفهوم يربط كل نقطة في الفضاء بقيمة سلمية. قد تكون تلك القيمة السلمية هي عبارة عن عدد رياضي أو كمية فيزيائية. لا تتعلق الحقول القياسية بالإحداثيات، بحيث يجب أن يوافق أي مراقبين يستخدمان ذات الواحدات على قيمة الحقل القياسي عند نقطة معينة مهما كان موضع هذين المراقبين. تستخدم هذه النوع من الحقول في الفيزياء مثل لتمثيل قيم توزع درجات الحرارة في الفضاء، أو الضغط في السوائل.

## اقرأ أيضا
- كمية قياسية
- حقل شعاعي